# Communauté de communes Hardouinais Mené
La communauté de communes Hardouinais Mené est une ancienne communauté de communes française, située dans le département des Côtes-d'Armor, en région Bretagne.
Elle a disparu par sa fusion avec la CIDERAL, formant le 1er janvier 2017 la  communauté de communes dénommée Loudéac Communauté − Bretagne Centre.

## Histoire
La communauté de communes a été créée par un arrête préfectoral du décembre 1992 qui a pris effet le 31 décembre 1992.
Fin 2014, le président de la communauté intercommunale pour le développement de la région et des agglomérations de Loudéac (CIDERAL) annonce une réflexion en vue de la fusion de son intercommunalité avec la communauté de communes Hardouinais Mené, dans le cadre de la réforme des collectivités territoriales françaises, qui formerait une communauté d'agglomération, dotée de compétences plus importantes qu'une communauté de communes, mais bénéficiant également de dotations de l'État plus importantes. Cette réflexion intègre la commune nouvelle du Mené, constituée par la fusion/dissolution de la communauté de communes du Mené,,.
La création d'une communauté d'agglomération s'est néanmoins révélée impossible, la ville-centre qu'est Loudéac ayant moins de 15 000 habitants, malgré ses tentatives de fusionner avec ses voisines afin d'atteindre ce seuil,, et une relance de cette démarche d'intégration poursuivie en 2018
La fusion intervient par la fusion du CIDERAL et du Hardouinais Mené étendue à une commune issue de Pontivy communauté (Mûr-de-Bretagne, intégrée au 1er janvier 2017 dans la commune nouvelle de Guerlédan) et à la commune nouvelle du Mené, pour former au 1er janvier 2017 la Loudéac Communauté − Bretagne Centre (LCBC) par arrêté préfectoral du 9 novembre 2016,.

## Territoire communautaire

### Géographie
La communauté de communes Hardouinais Mené (CCHM) se trouve à proximité de deux axes routiers majeurs :

– la RN 164, future artère autoroutière du Centre Bretagne (axe Montauban-de-Bretagne, Loudéac, Carhaix, Châteaulin), qui traverse la communauté de communes ;
– la RN 12, qui relie Rennes à Brest, en passant par Saint-Brieuc. Pour rejoindre l'échangeur, situé à Montauban-de-Bretagne, il faut compter 10 minutes, sur un trajet à 75 % en 2x2 voies.

#### Vie économique
La communauté de communes est située en zone de revitalisation rurale (ZRR)[réf. nécessaire]. Cette classification signifie que les entreprises qui s’installent sur le territoire de la CCHM peuvent bénéficier d'avantages fiscaux non négligeables, notamment d’exonérations de taxe professionnelle.
Au niveau économique, la caractéristique principale du territoire est la forte représentation de l’industrie (32 % des emplois), marquée par l’importance du secteur agroalimentaire (69 % des effectifs de l’industrie) et, dans une moindre mesure, des biens d’équipement et des biens intermédiaires. Soucieuse de diversifier son tissu économique, la CCHM a, ces dernières années, réalisé des investissements importants dans l’aménagement de parcs d’activités pour l’installation d’enseignes commerciales, d’entreprises de l’industrie, du transport et de la logistique (2007 : SNAAM, fabrication d’armatures métalliques, 35 salariés ; 2008 : Norbert Dentressangle, transport, 45 salariés ; 2010 : Olano, transport, 37 salariés et Trémorel Conditionnement, conditionnement d’œufs, 51 salariés).
Par ailleurs, la communauté de communes, notamment grâce aux deux pôles d’attraction que sont les communes de Merdrignac (1 118 emplois – 1 116 actifs occupés) et Trémorel (838 emplois – 497 actifs occupés)[Quand ?], est actuellement l’un des territoires ruraux les plus dynamiques des Côtes-d'Armor. Pour les deux communes précitées, le rapport du nombre d’emplois sur la commune sur le nombre d’actifs occupés sur la commune est respectivement de 100 % et 168 %[réf. nécessaire]

#### Vie commerciale
Au sein du pays du Centre Bretagne, aux côtés du pôle de Loudéac, la ville de Merdrignac est le second pôle commercial du territoire. Tous les principaux services (bancaires, postaux, trésorerie,…) y sont représentés, et plus de 50 enseignes commerciales et de services contribuent à la vitalité du commerce et de l'artisanat qui tient une place fondamentale en Hardouinais Mené[réf. nécessaire].
L'Union des commerçants du Pays de Merdrignac rassemble[Quand ?] une quarantaine d'adhérents. Tous les mercredis matin, un marché se tient sur la place du Centre à Merdrignac[réf. nécessaire].

#### Vie sociale et santé
La commune de Merdrignac bénéficie d'une maison médicale (4 médecins, service de garde, accueil continu entre 8 h et 19 h), et d'un pôle médico-social rassemblant la quasi-intégralité des autres professionnels de santé du territoire (2 dentistes, 4 infirmières, 2 kinés, 1 podologue, 1 psychologue, permanences PMI et Centre Médico-Psychologique, médecine du travail, ADMR, accueil de jour Alzheimer, services sociaux du Conseil Départemental)[Quand ?]. Le bâtiment BBC est ouvert depuis avril 2015. Ce pôle permet à environ 25 professionnels de travailler dans des conditions optimales et constitue le fer de lance d'un projet de santé élaboré en collaboration avec tous les professionnels de santé.
Le 8 avril 2011, la communauté de communes décroche pour son action dans le domaine de la santé le label « pôle d'excellence rurale » décerné par le ministère de l'Espace rural et de l'Aménagement du territoire et la DATAR. Le dossier Territoire, Santé, Ruralité en Centre-Bretagne figure parmi les 150 lauréats de la deuxième vague de PER labellisés, sur 461 candidatures,

### Composition
L'intercommunalité était composée en 2016 des neuf communes suivantes :
| Nom                | Code Insee | Gentilé        | Superficie (km2) | Population (dernière pop. légale) | Densité (hab./km2) |
| ------------------ | ---------- | -------------- | ---------------- | --------------------------------- | ------------------ |
| Merdrignac (siège) | 22147      | Merdrignaciens | 68,70            | 2 915 (2014)                      | 42                 |
| Gomené             | 22062      | Gomenéens      | 25,37            | 539 (2014)                        | 21                 |
| Illifaut           | 22083      | Illifautais    | 26,71            | 708 (2014)                        | 27                 |
| Laurenan           | 22122      | Laurenanais    | 30,90            | 733 (2014)                        | 24                 |
| Loscouët-sur-Meu   | 22133      | Loscouëtais    | 22,26            | 641 (2014)                        | 29                 |
| Mérillac           | 22148      | Mérillaciens   | 13,86            | 238 (2014)                        | 17                 |
| Saint-Launeuc      | 22309      | Launeucois     | 11,58            | 198 (2014)                        | 17                 |
| Saint-Vran         | 22333      | Brennoviens    | 28,12            | 753 (2014)                        | 27                 |
| Trémorel           | 22371      | Trémorelais    | 33,76            | 1 132 (2014)                      | 34                 |

### Démographie
| 1999  | 2006  | 2009  | 2011  | 2012  |
| ----- | ----- | ----- | ----- | ----- |
| 7 375 | 7 693 | 7 807 | 7 841 | 7 836 |

## Administration

### Siège
La communauté de communes avait son siège à Merdrignac.

### Élus
La communauté de communes était administrée par son conseil communautaire, composé de 30 conseillers municipaux représentant les  9 communes membres.
À la suite des élections municipales de 2014 dans les Côtes-d'Armor, le conseil communautaire a élu le 15 avril 2014 sa présidente, Régine Angée, maire de Merdrignac. Celle-ci est décédée en novembre 2015, et le conseil communautaire de décembre 2015 a élu son successeur, Michel Rouvrais, maire de Trémorel, ainsi que ses 6 vice-présidents, qui étaient :
1. Évelyne Gaspaillard, maire de Saint-Vran, déléguée à la vie sociale, la solidarité et la santé ;
2. Marie-Thérèse Pithon, maire de Saint-Launeuc, délégué au tourisme, au commerce et à l'artisanat, et à la communication ;
3. Valérie Poilâne-Tabart, maire de Laurenan, déléguée au développement durable, à l'aménagement de l’espace et à l'attractivité résidentielle ;
4. Éric Robin, maire de Merdrignac, délégué aux parcs d’activités, aux  finances, au personnel et aux bâtiments communautaires ;
5. Dominique Viel, maire d’Illifaut, délégué à la jeunesse, à l'enfance, au sport et à la culture ;
6. Guy Perrault, maire de Loscouët-sur-Meu, délégué à l'aménagement rural, à la voirie et à l'environnement.

### Liste des présidents
| Période                                    | Période       | Identité          | Étiquette        | Qualité |
| ------------------------------------------ | ------------- | ----------------- | ---------------- | --- |
| Syndicat intercommunal à vocation multiple |               |                   |                  | |
| 1972                                       | 1992          | Bernard Sohier    | DVD puis UDF-CDS | Maire de Merdrignac (1971 → 2005) Conseiller général de Merdrignac (1970 → 1994) Conseiller régional de Bretagne (1986 → 1998) |
| Communauté de communes                     |               |                   |                  | |
| 1993                                       | 2001          | Bernard Sohier    | UDF-CDS          | Maire de Merdrignac (1971 → 2005) Conseiller général de Merdrignac (1970 → 1994) Conseiller régional de Bretagne (1986 → 1998) |
| 2001                                       | 2008          | Jeanne Horpin     | DVD              | Maire de Trémorel (1995 → 2014)                                                                                                |
| 2008                                       | avril 2014    | Armelle Dessaudes | PS               | Maire de Saint-Vran (2001 → 2014)                                                                                              |
| avril 2014                                 | novembre 2015 | Régine Angée      | UMP              | Maire de Merdrignac (2005 → 2015) Conseillère générale de Merdrignac (2008 → 2015) Décédée en fonction                         |
| décembre 2015                              | décembre 2016 | Michel Rouvrais   | DVD              | Maire de Trémorel (2014 → ) Vice-président de Loudéac Communauté − Bretagne Centre (2017 → )                                   |

### Compétences
- Développement économique
- Action sociale
- Voirie d'intérêt intercommunal
- Équilibre et cohérence du territoire
- Respect de l'environnement
- Développement sportif, culturel et touristique

### Régime fiscal et budget
La communauté de communes était un établissement public de coopération intercommunale à fiscalité propre.
Afin de financer l'exercice de ses compétences, l'intercommunalité percevait la fiscalité professionnelle unique (FPU) – qui a succédé à la taxe professionnelle unique (TPU) – et assure une péréquation de ressources entre les communes résidentielles et celles dotées de zones d'activité.